# Soldat (Deutschland)
Ein Soldat in Deutschland steht aufgrund der Wehrpflicht oder freiwilliger Verpflichtung in einem Wehrdienstverhältnis, welches auf die Sicherung der ständigen Verteidigungsbereitschaft gegen Angriffe von außen gerichtet ist. Soldaten bilden das militärische Personal der Bundeswehr. Der Soldat und sein Dienstherr, die Bundesrepublik Deutschland, sind durch gegenseitige Treue miteinander verbunden (§ 1 SG). Nach den Beamten und vor den Richtern bilden Soldaten die zahlenmäßig zweitgrößte Statusgruppe der in einem öffentlich-rechtlichen Dienst- und Treueverhältnis stehenden Personen. Ihre Zahl beträgt 182.170 (Mai 2025).

## Rechtsgrundlage und -status
Grundlage für die Rechtsstellung der Soldaten bildet das Soldatengesetz (SG). Dort sind ihre Rechte und Pflichten, Grundsätze zur Begründung und Beendigung des Dienstverhältnisses und zu verschiedenen Arten der Dienstverhältnisse geregelt. Die Grundrechte der Soldaten können aufgrund der dienstlichen Erforderlichkeit gemäß Art. 17a Grundgesetz (GG) eingeschränkt werden. Daneben wird das Grundrecht auf Leben und körperliche Unversehrtheit durch die Pflicht zum treuen Dienen (§ 7 SG) und die Pflicht zur Gesunderhaltung der Soldaten (§ 17a SG) eingeschränkt.
Entgegen den Sprachgepflogenheiten aus vergangenen Zeiten, die zwischen Soldaten und Offizieren unterschied, umfasst der Begriff Soldat im deutschen Recht alle Dienstgrade bis zum General.
Dienstherr der Soldaten ist die Bundesrepublik Deutschland. Der Dienstherr entspricht dem Arbeitgeber in einem privatrechtlichen Arbeitsverhältnis. Anders als bei Beamten können Länder, Gemeindeverbände oder Gemeinden, Körperschaften, Anstalten oder Stiftungen des öffentlichen Rechts keine Soldaten haben.

## Arten der Dienstverhältnisse
Zu den Arten der Wehrdienstverhältnisse zählen das Dienstverhältnis eines Berufssoldaten (BS), das Dienstverhältnis eines Soldaten auf Zeit (SaZ), der freiwillige Wehrdienst als besonderes staatsbürgerliches Engagement (FWD; § 58ff. SG), das Reservedienstverhältnis zur Wahrnehmung ehrenamtlicher Funktionen in der Reserveorganisation der Bundeswehr (§ 58a SG i. V. m. § 4 ResG), der Wehrdienst in Form von Dienstleistungen nach dem Vierten Abschnitt des Soldatengesetzes und – im Spannungs- und Verteidigungsfall – der Wehrdienst nach dem Wehrpflichtgesetz.
Einsatzgeschädigte, die in einem nicht auf Lebenszeit begründeten Wehrdienstverhältnis stehen, können in ein Wehrdienstverhältnis besonderer Art eintreten, welches die Rechtsstellung eines Soldaten auf Zeit begründet (§ 6 EinsWVG).
Wer zu einer dienstlichen Veranstaltung nach § 81 SG (dienstliche Vorhaben insbesondere zur militärischen Aus-, Fort- und Weiterbildung) zugezogen wird, steht in einem Wehrdienstverhältnis. Dies gilt auch für die Teilnehmer an einer Dienstlichen Veranstaltung zur Information.
Teilnehmer an einer Eignungsübung haben die Rechtsstellung eines Soldaten auf Zeit und stehen damit in einem Wehrdienstverhältnis.
Dienstleistungen nach dem Vierten Abschnitt des Soldatengesetzes sind:
- (Wehr-)Übungen (§ 61 SG),
- besondere Auslandsverwendungen (§ 62 SG),
- Hilfeleistungen im Innern im Rahmen der Amtshilfe oder bei einer Naturkatastrophe oder einem besonders schweren Unglücksfall (§ 63 SG),
- Hilfeleistungen im Ausland im Rahmen von humanitären Hilfeleistungen (§ 63a SG),
- Wehrdienst zur temporären Verbesserung der personellen Einsatzbereitschaft, der dem Erhalt oder der Herstellung der Funktionsfähigkeit von Organisationseinheiten bei anders nicht abwendbaren Vakanzen oder der Bewältigung anders nicht rechtzeitig zu bewältigender Auftragsspitzen dient (§ 63b SG) und
- unbefristeter Wehrdienst im Spannungs- oder Verteidigungsfall.[2]

Die Arten des Wehrdienstes im Spannungs- und Verteidigungsfall nach dem Wehrpflichtgesetz sind:
- den Grundwehrdienst (§ 5 WPlfG),
- die Wehrübungen (§ 5 WPlfG),
- die besondere Auslandsverwendung (§ 5 WPlfG),
- den freiwilligen zusätzlichen Wehrdienst im Anschluss an den Grundwehrdienst (§ 5 WPlfG),
- die Hilfeleistung im Innern (§ 5 WPlfG),
- die Hilfeleistung im Ausland (§ 5 WPlfG) und
- den unbefristeten Wehrdienst im Spannungs- oder Verteidigungsfall.

## Begründung des Dienstverhältnisses

### Ernennung
Das Wehrdienstverhältnis wird bei Soldaten auf Zeit und Berufssoldaten durch Ernennung (einseitiger, mitwirkungs- und formbedürftiger Verwaltungsakt) begründet. Die Ernennung erfolgt durch Aushändigung einer Ernennungsurkunde und widerspruchslose Entgegennahme. Im Unterschied zu den Arbeitnehmern im öffentlichen Dienst entsteht das Dienstverhältnis nicht durch einen Arbeitsvertrag. Die Ernennungen sind nach Eignung, Befähigung und fachlicher Leistung vorzunehmen (§ 3 Abs. 1 SG i. V. m. Art. 33 Abs. 2 GG).
Voraussetzung für eine Berufung in das Dienstverhältnis eines Berufssoldaten oder Soldaten auf Zeit ist, dass die Person Deutscher im Sinne des Art. 116 GG ist. Das Bundesministerium der Verteidigung kann in Einzelfällen Ausnahmen zulassen, wenn dafür ein dienstliches Bedürfnis besteht (§ 37 Abs. 2 SG). Im 2014 wurde erstmals ein nichtdeutscher EU-Bürger, ein Rumäne und promovierter Mediziner, in das Dienstverhältnis eines Soldaten auf Zeit in die Laufbahn der Offiziere des Sanitätsdienstes berufen.
Ferner muss der zu Berufende die Gewähr bieten, jederzeit für die freiheitliche demokratische Grundordnung einzutreten und die die charakterliche, geistige und körperliche Eignung besitzen, die zur Erfüllung seiner Aufgaben als Soldat erforderlich ist (§ 37 Abs. 1 SG). Dazu wird beispielsweise eine ärztliche Einstellungsuntersuchung durchgeführt, ein Führungszeugnis angefordert oder eine unbeschränkte Einsicht in das Bundeszentralregister genommen. Er darf nicht durch ein deutsches Gericht wegen eines Verbrechens zu Freiheitsstrafe von mindestens einem Jahr oder wegen einer vorsätzlichen Tat verurteilt worden sein, infolge Richterspruchs die Fähigkeit zur Bekleidung öffentlicher Ämter nicht besitzen oder einer Maßregel der Besserung und Sicherung unterworfen sein (§ 38 Abs. 1 SG).
Für Personen, deren erstmalige Berufung in ein Dienstverhältnis als Berufssoldat oder Soldat auf Zeit beabsichtigt ist, ist eine einfache Sicherheitsüberprüfung (Ü 1) nach dem Sicherheitsüberprüfungsgesetz durchzuführen (§ 37 Abs. 3 SG). Neben den laufbahnspezifischen Einstellungsvoraussetzungen gilt für alle Berufungen, dass die Person das 17. Lebensjahr vollendet und die Vollzeitschulpflicht erfüllt haben muss (§ 8 Abs. 1 SLV).

### Heranziehung
Bei einem Soldaten, der zu einer Dienstleistung (nach dem Vierten Abschnitt des Soldatengesetzes, z. B. eine Wehrübung) herangezogen wird, beginnt das Dienstverhältnis mit dem Zeitpunkt, der im Heranziehungsbescheid für den Diensteintritt festgesetzt wird.

### Faktisches Soldatenverhältnis
In allen übrigen Fällen beginnt das Soldatenverhältnis mit dem Dienstantritt. Bei diesen sogenannten „faktischen Soldatenverhältnissen“, die z. B. bei Soldaten auf Zeit vor der formalen Ernennung vorkommen, ist jedoch die Eingliederung in den militärischen Dienst Voraussetzung.

## Beendigung des Dienstverhältnisses
Die Beendigung des Wehrdienstverhältnisses eines Soldaten richtet sich nach der Art des Dienstverhältnisses. Soldaten können jedoch nicht im zivilrechtlichen Sinne kündigen oder gekündigt werden, da kein vertragliches Arbeitsverhältnis besteht.

### Berufssoldaten und Soldaten auf Zeit
Das Dienstverhältnis eines Berufssoldaten endet grundsätzlich durch Eintritt oder Versetzung in den Ruhestand (§ 43 Abs. 1 SG). Der Eintritt in den Ruhestand erfolgt mit Erreichen der allgemeinen Altersgrenze, für Generale und Oberste sowie für Offiziere in den Laufbahnen des Sanitätsdienstes, des Militärmusikdienstes und des Geoinformationsdienstes der Bundeswehr mit Vollendung des 65. Lebensjahres, für alle anderen Berufssoldaten mit Vollendung des 62. Lebensjahres (§ 45 Abs. 1 SG). Den Regelfall bildet jedoch die Versetzung in den Ruhestand mit Erreichen der besonderen Altersgrenze, für Berufsoffiziere, die die allgemeine Laufbahnperspektive Oberstleutnant erreicht haben, mit Vollendung des 61. Lebensjahres, für Berufsunteroffiziere mit Vollendung des 55. Lebensjahres (§ 45 Abs. 2 SG).
Das Dienstverhältnis eines Berufssoldaten endet auch mit Umwandlung in das Dienstverhältnis eines Soldaten auf Zeit, welches auf Antrag erfolgen kann, aber nur bei Vorliegen eines dienstlichen Interesses (z. B. Personalüberhang) stattgegeben wird (§ 45a Abs. 1 SG).
Das Dienstverhältnis eines Soldaten auf Zeit endet grundsätzlich mit dem Ablauf der Zeit, für die er in das Dienstverhältnis berufen ist (§ 54 Abs. 1 S. 1 SG).
Des Weiteren endet das Dienstverhältnis durch Entlassung (§ 46 SG). Hier können mehrere Tatbestände ausschlaggebend sein. Der Soldat ist entlassen (kraft Gesetz), wenn er die deutsche Staatsangehörigkeit verliert (§ 46 Abs. 1 SG) oder zum Beamten ernannt wurde. Er ist zu entlassen (Verwaltungsakt), wenn er infolge Richterspruchs die Fähigkeit zur Bekleidung öffentlicher Ämter nicht besitzt oder einer Maßregel der Besserung und Sicherung unterworfen ist. Weitere, nicht abschließend genannte Fälle, sind, wenn die Ernennung durch Zwang, arglistige Täuschung oder Bestechung herbeigeführt wurde, der Berufssoldat sich weigert, den Eid abzulegen, als Kriegsdienstverweigerer anerkannt wurde oder seinen Wohnsitz ohne Genehmigung außerhalb Deutschlands nimmt.
Der Soldat verliert seine Rechtsstellung, wenn er durch ein deutsches Gericht wegen eines Verbrechens zu Freiheitsstrafe von mindestens einem Jahr verurteilt ist (§ 48 SG).
Berufssoldaten und Soldaten auf Zeit können in einem gerichtlichen Disziplinarverfahren aus dem Dienstverhältnis entfernt werden.
Der Berufssoldat kann grundsätzlich jederzeit seine Entlassung verlangen. Ein Soldat auf Zeit wird auf seinen Antrag nur entlassen, wenn das Verbleiben im Dienst für ihn eine besondere Härte bedeuten würde (§ 55 Abs. 3 SG). Soldaten auf Zeit sind grundsätzlich an die Dienstzeit, zu der sie sich freiwillig verpflichtet haben, gebunden. Eine häufige Methode von Soldaten auf Zeit, die dennoch früher entlassen werden möchten, ist das Stellen eines Antrags auf Kriegsdienstverweigerung (§ 2 KDVG). Sollte dieser Erfolg haben, ist der Soldat auf Zeit zu entlassen (§ 55 Abs. 1 Nr. 1 i. V. m. § 46 Abs. 3 SG), wobei an die Antragsbegründung aufgrund der vorherigen freiwilligen Verpflichtung zum Dienst in den Streitkräften erhöhte Anforderungen gestellt werden. Der Soldat auf Zeit verliert grundsätzlich sämtliche Ansprüche auf Berufsförderung und Dienstzeitversorgung nach dem Soldatenversorgungsgesetz; Kosten für eine zivil verwertbare Ausbildung oder ein Studium sind zu erstatten.
Ein Soldat auf Zeit ist zu entlassen und ein Berufssoldat in den Ruhestand zu versetzen, wenn er dienstunfähig ist. Als dienstunfähig kann auch angesehen werden, wenn die Wiederherstellung der Fähigkeit zur Erfüllung der Dienstpflichten nicht innerhalb eines Jahres zu erwarten ist (§ 44 Abs. 3; § 55 Abs. 3 SG).
Ein Soldat auf Zeit kann in den ersten vier Jahren seiner Dienstzeit entlassen werden, wenn er die Anforderungen, die an ihn in seiner Laufbahn zu stellen sind, nicht mehr erfüllt. Ein Anwärter soll entlassen werden, wenn er sich nicht für die Dienststellung eignet, für die er Anwärter ist, z. B. ein Offizieranwärter eignet sich nicht zum Offizier (§ 55 Abs. 4 SG).
Ein Soldat auf Zeit kann während der ersten vier Dienstjahre fristlos entlassen werden, wenn er seine Dienstpflichten schuldhaft verletzt hat und sein Verbleiben in seinem Dienstverhältnis die militärische Ordnung oder das Ansehen der Bundeswehr ernstlich gefährden würde (§ 55 Abs. 5 SG).

### Dienstleistende
Die Dienstleistungen von Wehrdienstleistenden nach dem Wehrpflichtgesetz (WPflG) und dem Vierten Abschnitt des Soldatengesetzes sowie von freiwillig Wehrdienstleistenden nach § 58b SG enden durch Entlassung, durch Ausschluss oder durch Umwandlung in ein Zivildienstverhältnis (§ 28 Nr. 3 WPflG).
Die Entlassung erfolgt beispielsweise, wenn die für die Dienstleistung festgesetzte Zeit abgelaufen ist, durch Anerkennung als Kriegsdienstverweigerer, durch Unabkömmlichstellung oder wegen Dienstunfähigkeit. Ein Ausschluss erfolgt z. B., wenn ein Dienstleistender durch ein deutsches Gericht wegen eines Verbrechens zu einer Freiheitsstrafe von mindestens einem Jahr verurteilt worden ist.

## Einsatzbereiche

Soldaten werden grundsätzlich in der Bundeswehr verwendet.

Soldaten dienen grundsätzlich in den Streitkräften der Bundeswehr. Die Streitkräfte sind die vier Teilstreitkräfte Heer, Luftwaffe, Marine und der Cyber- und Informationsraum sowie der Unterstützungsbereich und die dem Generalinspekteur der Bundeswehr direkt unterstellten militärischen Dienststellen. Daneben sind auch wenige mit Soldaten zu besetzenden Dienstposten in der Bundeswehrverwaltung und den zivilen Organisationsbereichen Militärseelsorge und Rechtspflege der Bundeswehr vorgesehen. Verwendet werden Soldaten auch im Bundesministerium der Verteidigung, das formell kein Teil der Bundeswehr ist, dem Bundesnachrichtendienst (BND), der dem Bundeskanzleramt nachgeordnet und für die militärische Auslandsaufklärung zuständig ist, in Dienststellen und Stäben der NATO, im Geschäftsbereich des Auswärtigen Amtes an Botschaften als Militärattaché sowie als beurlaubte Soldaten in Privatunternehmen im Bundeseigentum wie die BWI, BwFuhrparkService, HIL und LHBw.
Die Verwendung der Soldaten auf einem Dienstposten und ihre Dienststellung hängt, über die dargestellten Einsatzbereiche hinaus, von der Truppengattung oder Verwendungsreihe, vom Dienstgrad und der Laufbahn sowie der Verwendungs-Dienststelle ab.

## Laufbahnen und Laufbahngruppen
Maßgebliche Rechtsgrundlage für die Laufbahnen und Laufbahngruppen der Soldaten ist die Soldatenlaufbahnverordnung (SLV). Es bestehen 32 Laufbahnen, davon 16 Laufbahnen der Reserve. Jede Laufbahn der Soldaten ist einer Laufbahngruppe zugeordnet (§ 3 SLV). Die Zuordnung ergibt sich aus Anlage 3 (zu § 3) der SLV. Die Laufbahnen sind den Laufbahngruppen der Mannschaften (sechs Laufbahnen), der Unteroffiziere (6 Laufbahnen der Fachunteroffiziere und 10 der Feldwebel) und der Offiziere (10 Laufbahnen) zugeordnet. Die Laufbahnen der Laufbahngruppe der Mannschaften entsprechen denen des einfachen Dienstes, der Unteroffiziere des mittleren Dienstes und der Offiziere des gehobenen (Dienstgradgruppe der Leutnante und der Hauptleute) und höheren Dienstes (Dienstgradgruppe der Stabsoffiziere und Generale) – gemessen an den Eingruppierungen in den Bundesbesoldungsordnungen A und B.

### Mannschaften
Die Laufbahngruppe der Mannschaften umfasst folgende Laufbahnen:
1. Laufbahn der Mannschaften des Truppendienstes,
2. Laufbahn der Mannschaften des Sanitätsdienstes,
3. Laufbahn der Mannschaften des Militärmusikdienstes

### Unteroffiziere
Die Laufbahngruppe der Unteroffiziere unterteilt sich in die Laufbahnen der Fachunteroffiziere und die Laufbahnen der Feldwebel:
Laufbahnen der Fachunteroffiziere sind
1. Laufbahn der Fachunteroffiziere des allgemeinen Fachdienstes,
2. Laufbahn der Fachunteroffiziere des Sanitätsdienstes,
3. Laufbahn der Fachunteroffiziere des Militärmusikdienstes.

Laufbahnen der Feldwebel:
1. Laufbahn der Feldwebel des Truppendienstes,
2. Laufbahn der Feldwebel des Sanitätsdienstes,
3. Laufbahn der Feldwebel des Militärmusikdienstes,
4. Laufbahn der Feldwebel des Geoinformationsdienstes der Bundeswehr,
5. Laufbahn der Feldwebel des allgemeinen Fachdienstes.

### Offiziere
Die Laufbahngruppe der Offiziere umfasst folgende Laufbahnen:
1. Laufbahn der Offiziere des Truppendienstes,
2. Laufbahn der Offiziere des Sanitätsdienstes,
3. Laufbahn der Offiziere des Militärmusikdienstes,
4. Laufbahn der Offiziere des Geoinformationsdienstes der Bundeswehr,
5. Laufbahn der Offiziere des militärfachlichen Dienstes.

### Reservelaufbahnen
Zu jeder der oben aufgeführten Laufbahnen der drei Laufbahngruppen gibt es eine Laufbahn der Reserve.

## Dienstgrade und Dienstgradgruppen

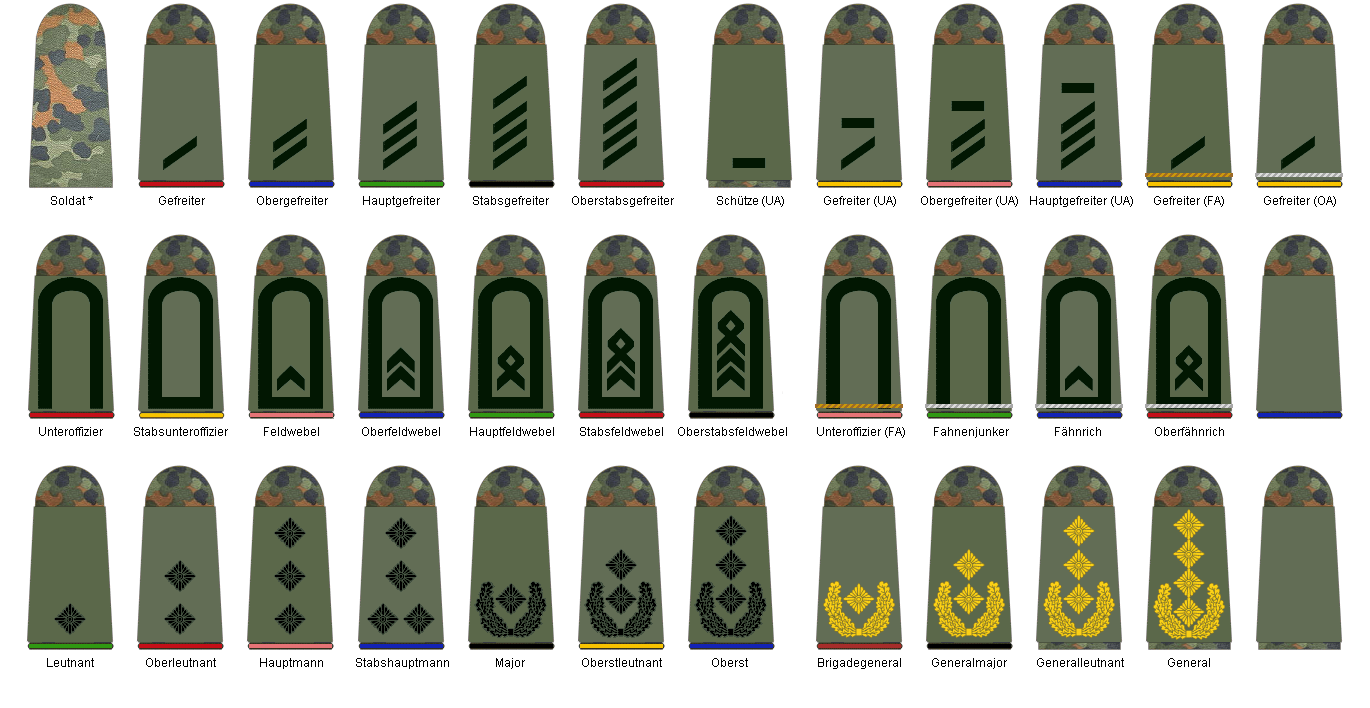
Dienstgradabzeichen des Heeres

Jeder Soldat hat einen Dienstgrad. Aus dem Wehrdienst ausgeschiedene Soldaten dürfen ihren Dienstgrad mit dem Zusatz „der Reserve“ (d. R.) führen, sofern sie ihren Dienstgrad nicht verloren haben oder als ehemaliger Berufssoldat berechtigt sind, ihren Dienstgrad mit dem Zusatz „außer Dienst“ (a. D.) zu führen (§ 2 Abs. 1 ResG. Der Bundespräsident setzt grundsätzlich die Dienstgradbezeichnungen der Soldaten fest (§ 3 Abs. 4 SG). Dazu hat er die Anordnung des Bundespräsidenten über die Dienstgradbezeichnungen und die Uniform der Soldaten erlassen. Es gibt 85 Dienstgradbezeichnungen. Heer und Luftwaffe haben grundsätzlich die gleichen Dienstgradbezeichnungen. Im Sanitätsdienst der Bundeswehr bestehen teilweise unterschiedliche Dienstgradbezeichnungen nach Fachrichtung (Human-/Zahnmedizin, Veterinär, Apotheker) und Uniformträgerbereich (Heer/Luftwaffe oder Marine). Nur Offizieranwärter tragen die Dienstgradbezeichnungen Fahnenjunker bzw. Seekadett, Fähnrich bzw. Fähnrich zur See und Oberfähnrich bzw. Oberfähnrich zur See. Außer für die gerade genannten Dienstgradbezeichnungen wird, bei denen der Anwärter im schriftlichen Gebrauch eine entsprechende Abkürzung in Klammern angehängt: (OA), (FA) bzw. (BA), (UA) bzw. (MA). Nur Offiziere des militärfachlichen Dienstes können den Dienstgrad Stabshauptmann bzw. Stabskapitänleutnant erreichen (BBesO A 13, entspricht Regierungsoberamtsrat).
Neben den Laufbahngruppen lassen sich Soldaten in Dienstgradgruppen einteilen. Diese sind hauptsächlich für die Befehlsbefugnis innerhalb umschlossener militärischer Anlagen in und außer Dienst relevant (§ 4 Abs. 3 VorgV). Es gibt die folgenden sieben Dienstgradgruppen:
- Mannschaften (BBesO A 3–A 5)
- Unteroffiziere ohne Portepee (A 6–A 7)
- Unteroffiziere mit Portepee (A 7–A 9)
- Leutnante (A 9–A 10)
- Hauptleute (A 11–A 13)
- Stabsoffiziere (A 13–B 3)
- Generale (B 6–B 10)

## Anzahl
182.170 aktive Soldaten und Soldatinnen umfasst die Bundeswehr insgesamt. Sie verteilen sich wie folgt:
- Bundesministerium der Verteidigung: 1.095
- diesem unmittelbar nachgeordnete Dienststellen: 4.185
- Heer: 62.024
- Luftwaffe: 28.141
- Marine: 15.383
- Cyber- und Informationsraum (CIR): 13.831
- Unterstützungsbereich: 47.065
- Bereich Infrastruktur, Umweltschutz, Dienstleistungen: 1.011
- Bereich Ausrüstung, Informationstechnik, Nutzung: 1.915
- Bereich Personal: 7.520, davon bis zu 5.400 Studierende an den Bw-Universitäten

Die Bundeswehr umfasst aktuell 57.711 Berufs- und 112.725 Zeitsoldaten (Gesamt: 170.436) sowie 11.548 Freiwillig Wehrdienstleistende und 186 Freiwillig Wehrdienstleistende im Heimatschutz.
Zur Bundeswehr gehören 24.867 Soldatinnen.

## Uniform

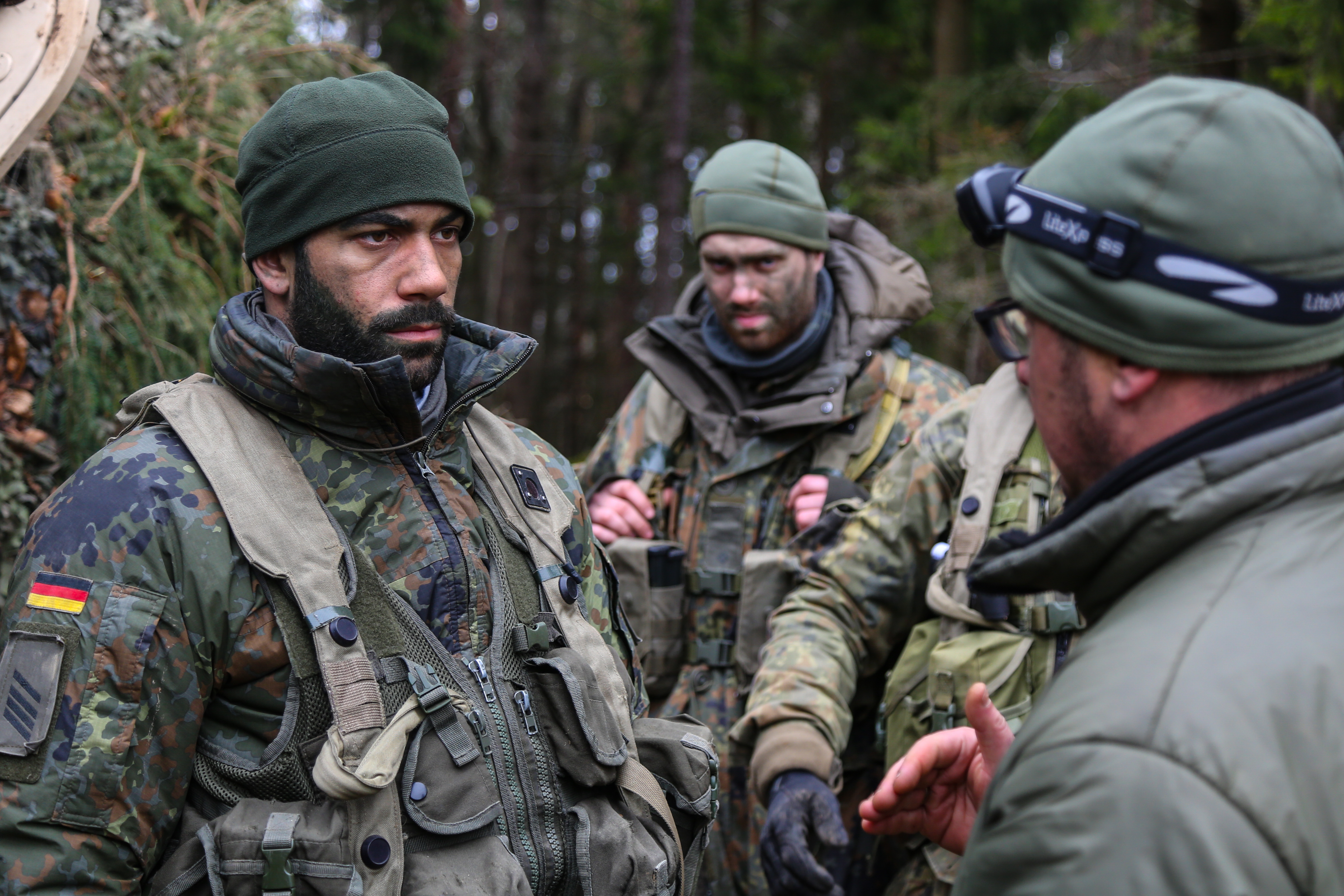
Soldaten während einer Übung

Soldaten sind grundsätzlich zum Tragen einer Uniform verpflichtet. Trageweise und Gestaltung richten sich nach der „Zentralvorschrift A1-2630/0-9804 – Anzugordnung für die Soldatinnen und Soldaten der Bundeswehr“. Meist trägt der Soldat den Feldanzug. Daneben gibt es den Dienstanzug, der je nach Uniformträgerbereich (Heer, Luftwaffe, Marine) variiert, sowie den Sportanzug. Freiwillig und auf eigene Kosten kann ein Gesellschaftsanzug erworben werden, der nur zu feierlichen Anlässen getragen wird. Zu allen Anzugarten gibt es zahlreiche Abwandlungen und Ergänzungen.
Zudem bestehen für Soldaten spezielle Regelungen für Haar- und Barttracht, Kosmetik, Fingernägel, Schmuck, Körpermodifikationen und -bemalungen sowie Accessoires.

## Pflichten
Der Soldat hat die Pflicht, der Bundesrepublik Deutschland treu zu dienen und das Recht und die Freiheit des deutschen Volkes tapfer zu verteidigen (§ 7 SG). Diese wird auch als Grundpflicht des Soldaten bezeichnet und ist ein „Auffangtatbestand“, sofern keine speziellen soldatischen Pflichten bestehen.
Der Soldat muss die freiheitliche demokratische Grundordnung anerkennen und durch sein gesamtes Verhalten für ihre Erhaltung eintreten (§ 8 SG).
Berufssoldaten und Soldaten auf Zeit haben einen Diensteid zu leisten (§ 9 Abs. 1 SG). Die Weigerung führt zur Entlassung. Soldaten, die freiwilligen Wehrdienst nach § 58b SG oder Wehrdienst nach dem WPflG leisten, bekennen sich zu ihren Pflichten durch ein Feierliches Gelöbnis (§ 9 Abs. 2 SG). Die Gelöbnisverweigerung führt zum Ausschluss von Beförderungen.
Zu den Vorgesetztenpflichten (§ 10 SG) zählen, durch Haltung und Pflichterfüllung ein Beispiel zu geben, Dienstaufsicht zu führen und Verantwortung für die Disziplin der Untergebenen zu tragen, für die Untergebenen zu sorgen, Befehle nur zu dienstlichen Zwecken und nur unter Beachtung der Regeln des Völkerrechts, der Gesetze und der Dienstvorschriften zu erteilen, für Befehle Verantwortung zu übernehmen und sie in der den Umständen angemessenen Weise durchzusetzen. Offiziere und Unteroffiziere haben zudem innerhalb und außerhalb des Dienstes bei ihren Äußerungen die Zurückhaltung zu wahren, die erforderlich ist, um das Vertrauen als Vorgesetzte zu erhalten.
Der Soldat muss seinen Vorgesetzten grundsätzlich gehorchen. Er hat ihre Befehle nach besten Kräften vollständig, gewissenhaft und unverzüglich auszuführen. Ein Befehl darf nicht befolgt werden, wenn dadurch eine Straftat begangen würde; das bloße Begehen einer Ordnungswidrigkeit (z. B. Befehl, die zulässige Höchstgeschwindigkeit zu überschreiten), reicht nicht aus. Befehle müssen nicht befolgt werden, wenn sie nicht zu dienstlichen Zwecken erteilt worden sind oder die Menschenwürde verletzen (§ 11 SG).
Die Pflicht zur Kameradschaft verpflichtet alle Soldaten, die Würde, die Ehre und die Rechte des Kameraden zu achten und ihm in Not und Gefahr beizustehen. Das schließt gegenseitige Anerkennung, Rücksicht und Achtung fremder Anschauungen ein, denn der Zusammenhalt in der Bundeswehr beruht wesentlich auf Kameradschaft (§ 12 SG).
Der Soldat muss in dienstlichen Angelegenheiten die Wahrheit sagen. Eine Meldung darf nur gefordert werden, wenn der Dienst dies rechtfertigt (§ 13 SG).
Auch nach seinem Ausscheiden aus dem Wehrdienst hat der Soldat über die ihm bei seiner dienstlichen Tätigkeit bekannt gewordenen Angelegenheiten Verschwiegenheit zu bewahren (§ 14 Abs. 1 S. 1 SG).
Im Dienst darf sich der Soldat nicht zu Gunsten oder zu Ungunsten einer bestimmten politischen Richtung betätigen, wovon das Recht, im Gespräch mit Kameraden seine eigene Meinung zu äußern, nicht beeinträchtigt wird. Der Soldat darf bei politischen Veranstaltungen keine Uniform tragen und als Vorgesetzter seine Untergebenen nicht für oder gegen eine politische Meinung beeinflussen (§ 15 SG).
Im Ausland ist dem Soldaten jede Einmischung in die Angelegenheiten des Aufenthaltsstaates versagt (§ 16 SG).
Der Soldat hat Disziplin zu wahren und die dienstliche Stellung des Vorgesetzten in seiner Person auch außerhalb des Dienstes zu achten. Sein Verhalten muss dem Ansehen der Bundeswehr sowie der Achtung und dem Vertrauen gerecht werden, die sein Dienst als Soldat erfordert (§ 17 Abs. 1 f. SG).
Der Soldat hat alles in seinen Kräften Stehende zu tun, um seine Gesundheit zu erhalten oder wiederherzustellen. Er darf seine Gesundheit nicht vorsätzlich oder grob fahrlässig beeinträchtigen. Wenn er sich selbst verstümmelt, um sich dem Wehrdienst zu entziehen, ist dies nicht nur eine Dienstpflichtverletzung, sondern eine Wehrstraftat (§ 17 WStG). Der Soldat muss ärztliche Maßnahmen gegen seinen Willen unter gewissen Umständen dulden (§ 17a SG).
Auf dienstliche Anordnung ist der Soldat verpflichtet, in einer Gemeinschaftsunterkunft zu wohnen und an einer Gemeinschaftsverpflegung teilzunehmen (§ 18 SG).
Der Soldat darf, auch nach seinem Ausscheiden aus dem Wehrdienst, keine Belohnungen, Geschenke oder sonstigen Vorteile für sich oder einen Dritten in Bezug auf seine dienstliche Tätigkeit fordern, sich versprechen lassen oder annehmen (§ 19 Abs. 1 S. 1 SG).
Berufssoldaten und der Soldaten auf Zeit müssen sich grundsätzlich die Ausübung einer entgeltlichen Nebentätigkeit genehmigen lassen (§ 20 SG). Eine Genehmigungspflicht kann unter bestimmten Umständen auch für unentgeltliche Tätigkeiten und für Tätigkeiten nach dem Wehrdienst bestehen (§ 20a SG).

### Ahndung von Pflichtverstößen
Verletzt ein Soldat schuldhaft die ihm obliegenden Pflichten, begeht er ein Dienstvergehen (§ 23 SG), welches disziplinarrechtliche Folgen haben kann. In Deutschland ist das formelle Disziplinarrecht für Soldaten in der Wehrdisziplinarordnung (WDO) geregelt. Das Verfahren kann als einfaches oder gerichtliches Disziplinarverfahren geführt werden.
Werden Tatsachen bekannt, die den Verdacht eines Dienstvergehens rechtfertigen, hat der Disziplinarvorgesetzte die Pflicht, ein Disziplinarverfahren einzuleiten (§ 32 Abs. 1 SG). Der Soldat ist über die Einleitung des Disziplinarverfahrens unverzüglich zu unterrichten, sobald dies ohne Gefährdung der Aufklärung des Sachverhalts möglich ist (§ 32 Abs. 4 SG).
Bei Art und Maß der Disziplinarmaßnahme sind zu berücksichtigen Eigenart und Schwere des Dienstvergehens und seine Auswirkungen, das Maß der Schuld des Soldaten, sein Persönlichkeit, seine bisherige Führung und seine Beweggründe (§ 38 Abs. 1 WDO).
Begeht ein Soldat Dienstvergehen, welches zugleich eine Straftat ist (z. B. einfache Körperverletzung, Sachbeschädigung) kann der Disziplinarvorgesetzte die Staatsanwaltschaft informieren, wenn dies zur Aufrechterhaltung der militärischen Ordnung oder wegen der Art der Tat oder der Schuld des Täters geboten ist. Handelt es sich um ein Offizialdelikt (z. B. gefährliche Körperverletzung, Trunkenheit am Steuer, Totschlag) muss die Staatsanwaltschaft informiert werden. Wurde durch das Dienstvergehen eine Wehrstraftat (z. B. entwürdigende Behandlung, Fahnenflucht, Verstümmelung) begangen, so muss ebenfalls die Staatsanwaltschaft informiert werden.
Dem Soldaten kann sowohl eine strafrechtliche Würdigung als auch eine Disziplinarmaßnahme drohen. Dies verstößt nicht gegen das Verbot der Doppelbestrafung aus Art. 103 Abs. 3 Grundgesetz, da Disziplinarrecht und Strafrecht unterschiedliche Intentionen haben. Während des Strafverfahrens kann das Disziplinarverfahren ausgesetzt werden. Spätestens mit rechtskräftigen Abschluss des Strafverfahrens hat der Dienstherr das gerichtliche Disziplinarverfahren fortzusetzen (§ 83 Wehrdisziplinarordnung).
Eine außerdienstliche Straftat kann auch ein Dienstvergehen sein, wenn das Verhalten des Soldaten dem Ansehen der Bundeswehr sowie der Achtung und dem Vertrauen nicht gerecht geworden ist, die sein Dienst als Soldat erfordert (§ 17 Abs. 2 SG).
Für strafrechtlich relevantes Verhalten von Soldaten ist die ordentliche Gerichtsbarkeit zuständig. Die Errichtung von Wehrstrafgerichten ist gemäß Art. 96 Abs. 2 Satz 1 Grundgesetz möglich, aber nicht vorgeschrieben. Wehrstrafgerichte können die Strafgerichtsbarkeit nur im Verteidigungsfalle sowie über Angehörige der Streitkräfte ausüben, die in das Ausland entsandt oder an Bord von Kriegsschiffen eingeschifft sind. Der Bund hat von der Errichtungsmöglichkeit bislang keinen Gebrauch gemacht.

#### Einfaches Disziplinarverfahren
Zuständig für das einfache Disziplinarverfahren sind die Disziplinarvorgesetzten. Bei Soldaten sind einfache Disziplinarmaßnahmen gemäß § 22 Abs. 1 WDO:
- Verweis,
- strenger Verweis,
- Disziplinarbuße,
- Ausgangsbeschränkung und
- Disziplinararrest.

Nebeneinander können verhängt werden Disziplinararrest und Ausgangsbeschränkung sowie, bei unerlaubter Abwesenheit des Soldaten von mehr als einem Tag, Ausgangsbeschränkung und Disziplinarbuße oder Disziplinararrest und Disziplinarbuße (§ 22 Abs. 2 WDO).

#### Gerichtliches Disziplinarverfahren
Das gerichtliche Disziplinarmaßnahmen findet erstinstanzlich vor einem Truppendienstgericht statt, das durch Urteil entscheidet (§ 58 ff. SG). Die Truppendienstgerichte sind mit einem Berufsrichter und zwei Soldaten als ehrenamtliche Richter besetzt. Berufungsinstanz sind entweder der Erste oder der Zweite Wehrdienstsenat beim Bundesverwaltungsgericht, die ausschließlich mit Berufsrichtern besetzt sind.
Gerichtliche Disziplinarmaßnahmen, die nur gegen Berufssoldaten und Soldaten auf Zeit ergehen können, sind gemäß § 58 Abs. 1 WDO:
- Kürzung der Dienstbezüge,
- Beförderungsverbot,
- Herabsetzung in der Besoldungsgruppe,
- Dienstgradherabsetzung und
- Entfernung aus dem Dienstverhältnis.

Gerichtliche Disziplinarmaßnahmen gegen Soldaten im Ruhestand sind gemäß § 58 Abs. 2 WDO:
- Kürzung des Ruhegehalts,
- Herabsetzung in der Besoldungsgruppe,
- Dienstgradherabsetzung und
- Aberkennung des Ruhegehalts.

## Rechte und Fürsorge
Der Dienstherr ist gegenüber seinen Soldaten zu besonderer Fürsorge verpflichtet. Staat und Soldaten sind durch gegenseitige Treue miteinander verbunden (§ 1 SG). Der Bund hat im Rahmen des Dienst- und Treueverhältnisses für das Wohl seiner Soldaten zu sorgen. Für Soldaten auf Zeit gilt dies auch nach Beendigung des Dienstverhältnisses, insbesondere in Bezug auf die Eingliederung in das Berufsleben. Dazu besteht der Berufsförderungsdienst. Die Fürsorgepflicht erstreckt sich auch auf die Familien der Berufssoldaten und Soldaten auf Zeit (§ 31 Abs. 1 SG).
Zur Fürsorge gehört u. a. eine dem Dienstgrad angemessene Alimentation (Besoldung), die Unterstützung im Krankheitsfall sowie zur Gewährung einer angemessenen Pension.

### Geld- und Sachbezüge
Berufssoldaten und Soldaten auf Zeit erhalten Besoldung nach dem Bundesbesoldungsgesetz (§ 1 Abs. 1 Nr. 3 BBesG). Dazu zählen das Grundgehalt, welches sich aus der Besoldungsgruppe und der Erfahrungsstufe ergibt, Familienzuschlag, Amts-, Stellen- und Erschwerniszulagen, Mehrarbeitsvergütungen, Leistungsprämien und -zulagen, Prämien und Zuschläge für die Tätigkeit in bestimmten Dienstbereichen und Verwendungen sowie vermögenswirksame Leistungen.
Soldaten, die Wehrdienst nach dem Wehrpflichtgesetz, freiwilligen Wehrdienst nach § 58b des Soldatengesetzes oder nach dem Vierten Abschnitt des Soldatengesetzes leisten, erhalten Wehrsold nach dem Wehrsoldgesetz (§ 1 Abs. 1 WSG). Die Zuordnung eines Dienstgrades zu einer Besoldungsgruppe richtet sich nach Anlage WSG bzw. zu einer Wehrsoldgruppe nach Anlage I BBesG (Bundesbesoldungsordnungen A und B). Dienstbezüge und Wehrsold werden grundsätzlich monatlich im Voraus bezahlt.
Soldaten wird Dienstbekleidung und Ausrüstung unentgeltlich bereitgestellt. Offizieren wird grundsätzlich für den Dienstanzug ein einmaliger Bekleidungszuschuss und eine monatliche Abnutzungsentschädigung gewährt. Dienstkleidung, die zur Einsatz- und Arbeitsausstattung gehört, sowie die Ausrüstung wird den Offizieren unentgeltlich bereitgestellt.
Wehrsoldempfängern wird Gemeinschaftsverpflegung und Unterkunft unentgeltlich bereitgestellt. Sind Wehrsoldempfänger von der Teilnahme an der Gemeinschaftsverpflegung befreit oder kann diese nicht bereitgestellt werden, erhalten sie Verpflegungsgeld. Leisten Berufssoldaten und Soldaten auf Zeit ein sogenanntes „besonderes Dienstgeschäft“, bei dem sie zum Wohnen in den Gemeinschaftsunterkunft sowie zur Teilnahme an der Gemeinschaftsverpflegung verpflichtet sind, sind diese Sachbezüge ebenfalls unentgeltlich für sie. Im Übrigen können Berufssoldaten und Soldaten auf Zeit mit ihrer „grünen Verpflegungskarte“ subventioniert Verpflegung in einer Truppenküche beziehen. Das zu zahlende Entgelt richtet sich nach dem Tagessatz der Sozialversicherungsentgeltverordnung.
Bei Verwendungen im Ausland wird Auslandszuschlag (§ 53 BBesG), Mietzuschuss (§ 54 BBesG) und Kaufkraftausgleich (§ 55 BBesG) gewährt sowie bei Teilnahme an einer besonderen Auslandsverwendung ein Auslandsverwendungszuschlag (§ 56 BBesG).

### Fürsorge im Krankheitsfall
Soldaten erhalten grundsätzlich Heilfürsorge in Form von unentgeltlicher truppenärztlicher Versorgung (§ 69a BBesG; § 6 WSG). Untersuchungen und Behandlungen im zivilen Bereich sind per Überweisung möglich. Behandlungskosten, die bei einem privaten Aufenthalt im Ausland entstehen, werden in dem Umfang erstattet, wie diese bei einer gleichartigen Behandlung im Inland entstehen würden.
Berufssoldaten und Soldaten auf Zeit sind während ihrer Dienstzeit in der gesetzlichen Krankenversicherung versicherungsfrei (§ 6 Abs. 1 Nr. 2 SGB V).
Berufssoldaten im Ruhestand haben einen Beihilfeanspruch (§ 31 Abs. 2 SG). Soldaten können Familienangehörige unter bestimmten Voraussetzungen über die Beihilfe absichern. Es gelten die Bestimmungen der Bundesbeihilfeverordnung (BBhV).

### Altersversorgung
Die Versorgung ehemaliger Soldaten und ihrer Hinterbliebenen richtet sich grundsätzlich nach dem Soldatenversorgungsgesetz (SVG). Berufssoldaten und Soldaten auf Zeit sind in der Gesetzlichen Rentenversicherung versicherungsfrei (§ 5 Abs. 1 Nr. 1 SGB VI), die übrigen Dienstleistenden grundsätzlich versicherungspflichtig.
Der Anspruch auf Gewährung von Versorgungsbezügen wird regelmäßig mit Eintritt in den Ruhestand bei Erreichen der Altersgrenze wirksam, sonst auch bei vorzeitigem Eintritt in den Ruhestand wegen Dienstunfähigkeit. Im letzteren Fall führt dies zu einer Minderung um bis zu 10,8 Prozent. Die Höhe dieser Bezüge bemisst sich dann einerseits nach den Dienstbezügen, die dem Berufssoldaten in seiner aktiven Zeit zuletzt zugestanden haben, andererseits an der ruhegehaltfähigen Dienstzeit, wobei für jedes Dienstjahr 1,79375 Prozent als Ruhegehaltssatz angerechnet werden. Der Höchstsatz beträgt 71,75 Prozent der letzten Dienstbezüge, bei Dienstunfähigkeit aufgrund eines Dienstunfalles 75 Prozent. Diese Prozentsätze werden mit dem Faktor 0,9901 multipliziert (§ 15 Abs. 1 Hs. 2 SVG). Daraus ergibt sich ein tatsächlicher Ruhegehaltsanspruch pro Jahr von 1,775991875 Prozent sowie ein Höchstbetrag von 71,04 Prozent, bei Dienstunfällen von 74,2575 Prozent.
Berufssoldaten erhalten Versorgungsbezüge entsprechend der Dienstbezüge ihres letzten Dienstgrades, wenn sie die Dienstbezüge mindestens zwei Jahre erhalten haben. Die Versorgungsbezüge sind bei der Einkommensteuer voll steuerpflichtig (§ 19 Abs. 2 EStG).
Soldaten auf Zeit werden in der gesetzlichen Rentenversicherung nachversichert. Dabei werden die maßgeblichen Bruttobezüge um 20 Prozent erhöht (§ 181 Abs. 2a SGB VI).
Berufssoldaten, die sich auf eigenen Antrag entlassen lassen, können auf Antrag Altersgeld nach dem Altersgeldgesetz erhalten, statt in der gesetzlichen Rentenversicherung nachversichert zu werden.

### Berufsförderung und Dienstzeitversorgung für Soldaten auf Zeit

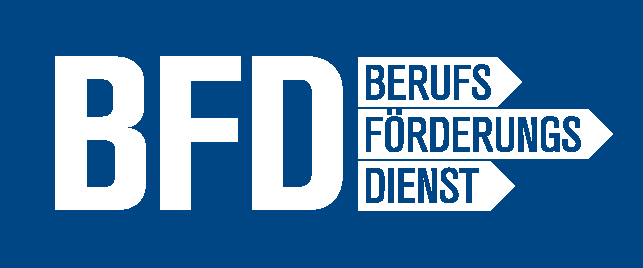
Der Berufsförderungsdienst hilft Soldaten bei der Eingliederung in das zivile Erwerbsleben.

Die Leistungen der Berufsförderung und der befristeten Dienstzeitversorgung sollen den Soldaten auf Zeit nach Eignung, Neigung und Leistungsfähigkeit eine individuelle Qualifizierung ermöglichen, sie auf die Zeiten der zivilberuflichen Bildung und der Tätigkeits- oder Beschäftigungssuche vorbereiten, diese Zeiten finanziell absichern und die Soldaten auf Zeit bei der Tätigkeits- und Beschäftigungssuche unterstützen. Alle Leistungen der Berufsförderung dienen der angemessenen Eingliederung in das zivile Erwerbsleben (§ 3 SVG).
Die Berufsförderung der Soldaten auf Zeit umfasst die Beratung in Fragen der schulischen und beruflichen Bildung sowie der Eingliederung in das zivile Erwerbsleben, die Teilnahme an dienstzeitbegleitenden Bildungs- und Eingliederungsmaßnahmen, den Besuch von Lehrgängen an einer Bundeswehrfachschule, die Förderung der beruflichen Bildung in öffentlichen und privaten Bildungseinrichtungen und Hilfen zur Eingliederung in das zivile Erwerbsleben (§ 3 Abs. 3 SVG).
Die Dienstzeitversorgung der Soldaten auf Zeit umfasst unter anderem die Übergangsgebührnisse, die Ausgleichsbezüge und die Übergangsbeihilfe (§ 3 Abs. 4 SVG).
Die für die Berufsförderung zuständige Stelle ist der Berufsförderungsdienst.

### Arbeitslosenversicherung
Berufssoldaten und Soldaten auf Zeit sind in der gesetzlichen Arbeitslosenversicherung versicherungsfrei. Grundsätzlich bestehen daher keine Ansprüche auf Arbeitslosengeld, für Soldaten auf Zeit aber auf Übergangsgebührnisse. Die übrigen Dienstleistenden sind versicherungspflichtig. Die Beiträge zahlt der Bund, außer das Arbeitsverhältnis als Arbeitnehmer (Tarifbeschäftigter) im öffentlichen Dienst ruht.

### Pflegeversicherung
Berufssoldaten und Soldaten auf Zeit müssen sich entweder freiwillig in der sozialen Pflegeversicherung oder privat pflegeversichern. Für sonstige Dienstleistende bleiben bestehende soziale oder private Pflegeversicherungen grundsätzlich unberührt.

### Eingaben an den Wehrbeauftragten
Der Wehrbeauftragte nimmt seine Aufgaben als Hilfsorgan des Bundestages bei der Ausübung der parlamentarischen Kontrolle wahr (§ 1 WBeauftrG). Jeder Soldat hat das Recht, sich einzeln ohne Einhaltung des Dienstwegs unmittelbar an den Wehrbeauftragten zu wenden. Wegen der Tatsache der Anrufung des Wehrbeauftragten darf er nicht dienstlich gemaßregelt oder benachteiligt werden (§ 7 WBeauftrG). Anonyme Eingaben werden nicht bearbeitet (§ 8 WBeauftrG).

### Vereinbarkeit von Familie und Dienst
Um als attraktiver Arbeitgeber zu gelten und Nachwuchs zu gewinnen, ist die Bundeswehr bemüht, die Vereinbarkeit von Familie und Dienst für Soldaten zu fördern. Besondere Schwierigkeiten ergeben sich dabei aus den Besonderheiten des militärischen Dienstes.
Die Bundeswehr bietet Teilzeit- und Telearbeit an sowie Hilfen bei der Kinderbetreuung. Auch für Soldaten besteht die Möglichkeit, Elternzeit zu nehmen. In Härtefällen wird eine heimatnahe Versetzung unter Verwendung auf einem dienstpostenähnlichem Konstrukt ermöglicht.

### Sonstige Fürsorge und Betreuung
Fürsorge und Betreuung wird darüber hinaus durch verschiedene Institutionen und Angebote gewährleistet. Die Bundeswehr unterhält für ihre Soldaten eine eigene Militärseelsorge. Der Sozialdienst der Bundeswehr bietet kostenlose und flächendeckende Beratung und Betreuung in sozialen Angelegenheiten. Darüber hinaus stehen Truppenpsychologen und Truppenärzte mit psychotherapeutischer Ausrichtung als Ansprechpartner zur Verfügung. Die genannten Stellen sind in das psychosoziale Netzwerk der Bundeswehr eingebunden. Die Bundeswehr betreibt zudem einen eigenen Truppenbetreuungssender, Radio Andernach.
In größeren Standorten sind Freizeitbüros und Familienbetreuungszentren eingerichtet. Daneben bestehen Offizier-, Unteroffizier- und Mannschaftsheime sowie Soldatenheime. Für Einsatzgeschädigte, die z. B. an einer posttraumatischen Belastungsstörung erkrankt sind, gibt es spezielle Betreuungsangebote wie sogenannte „Lotsen“. Einsatzrückkehrer haben die Möglichkeit, an einer Präventivkur teilzunehmen.
Ab 2020 können Soldaten in Uniform private und dienstliche Fahrten im Fern- und Regionalverkehr der Deutschen Bahn kostenlos durchführen.

## Personalführung
Die Personalführung für alle Soldaten wird mittlerweile einheitlich durch das Bundesamt für das Personalmanagement der Bundeswehr durchgeführt. Der Soldat verpflichtet sich grundsätzlich, bundesweit versetzt werden zu können und an Auslandseinsätzen der Bundeswehr teilzunehmen. Gerade bei Offizieren ist die Versetzungsrate hoch, weil Verwendungsbreite angestrebt wird. Versetzungen sind oft auch mit Standortwechseln verbunden.

## Amtshaftung
Schäden, die infolge der Ausübung des Dienstes durch einen Soldaten verursacht wurden, unterliegen den allgemeinen Regelungen der Amtshaftung in Deutschland (§ 839 Abs. 1 S. 1 BBG i. m. V. Art. 34 S. 1 GG). Der Staat kommt für den Schadensersatz auf. Gegen den Soldaten besteht ein Regressanspruch, sofern dieser vorsätzlich oder grob fahrlässig die ihm obliegenden Pflichten verletzt hat (§ 24 Abs. 1 S. 1 SG).

## Vereinigungen
Die größte Interessenvertretung der Soldaten ist der Deutsche Bundeswehrverband. Der Verband der Reservisten der Deutschen Bundeswehr führt als Beliehener auch im staatlichen Auftrag Reservistenarbeit durch.
Das Bundeswehr-Sozialwerk und das Soldatenhilfswerk der Bundeswehr sind Selbsthilfeeinrichtungen von Angehörigen der Bundeswehr.

## Veteranen
Die aktiven und ehemaligen Soldaten der Bundeswehr werden offiziell Veteranen bezeichnet, sofern der ehemalige Soldat nicht unter Verlust des Dienstgrades aus dem Wehrdienst ausgeschieden ist. Seitdem gibt es in Deutschland mehr als zehn Millionen Veteranen. Im Jahr 2019 wurde erstmals das Veteranenabzeichen verliehen.